# Emoia nativitatis
Emoia nativitatis — вимерлий вид сцинкоподібних ящірок родини сцинкових (Scincidae), що був ендеміком острова Різдва. 

## Опис
Сцинк Emoia nativitatis сягав 20 см довжини. Мав шоколадно-коричневе забарвлення без візерунка і кремезну будову тіла.

## Відкриття
Сцинк E. nativitatis був описаний бельгійсько-британським зоологом Джорджем Альбертом Буленджером у 1887 році за єдиним безхвостим зразком. Пізніше вісім зразків були зібрані британським натуралістом Джозефом Джексоном Лістером.

## Еволюція
Генетичний аналіз 2013 року показав, що найближчим родичем E. nativitatis є Emoia boettgeri, поширений на островах Мікронезії в Тихому океані, на відстані понад 4000 км від острова Різдва. Ці два види розділилися приблизно 13 мільйонів років тому, в пізньому міоцені. Клада, що включає ці два таксони, у свою чергу, формує кладу з групою atrocostata.

## Поширення і екологія
E. nativitatis жили на лісових галявинах у вологих тропічних лісах, серед опалого листя. Вели активний, наземний спосіб життя, іноді спостерігалися у низькій рослинності або на стовбурах дерев. Повідомлялося, що цей вид був широко поширений в місцях, де сонячні промені проходили скрізь крони дерев, особливо вздовж стежок або доріг.

## Вимирання
E. nativitatis були широко поширені на острові Різдва протягом більшої частини XX століття. У 1979 році цей вид все ще вважався численним, а у 1998 році герпетолог Хел Коггер спостерігав понад 80 сцинків, що грілися в сонячних променях і шукали їжу навколо одного поваленого дерева. Тим не менш, популяція E. nativitatis різко скоротилася на 98% протягом 1990-х і 2000-х років. У 2003 році ареал виду був обмежений кількома фрагментованими ділянками у віддалених частинах острова, а в ході цільового дослідження, проведеного у 2008 році, вид був знайдений лише в одному місці.
Причина катастрофічного скорення популяції досі невідома. Можливими причинами дослідники називають хижацтво з боку інтродукованих хижих мурах Anoplolepis gracilipes, гігантських багатоніжок Ethmostigmus rubripes, змій-вовкозубів Lycodon capucinus і кішок, конкуренцію з п'ятьма інтродукованими видами плазунів, отруєння інсектицидами і хвороби.
Наприкінці 2000-х років дослідники намагалися спіймати E. nativitatis для програми розведення в неволі, однак їм вдалося знайти лише трьох самиць. 3 січня 2014 року цей вид був включений до списку видів, що знаходяться під загрозою зникнення, згідно з законом EPBC. Остання самиця Emoia nativitatis на ім'я Гамп померла 31 травня 2014 року.
Після смерті Гамп герпетологи Джон Войнарскі і Хел Коггер написали: «Траєкторія занепаду та безрезультатність цілеспрямованих пошуків дають розумні підстави припускати вимирання Emoia nativitatis, хоча може пройти кілька років, перш ніж цей висновок буде офіційно підтверджено. Якщо це правда, це буде перший вимерлий плазун Австралії з часів європейської колонізації». У 2017 році МСОП офіційно визнав Emoia nativitatis вимерлим.